# Theatre of the Deranged
Série
Theatre of the Deranged II
(2013)
Pour plus de détails, voir Fiche technique et Distribution.
Theatre of the Deranged est un film d'horreur américain réalisé par Creep Creepersin, Liz Gilbert, Shawn C. Phillips, M. Kelley, Brian Dorton et James Cullen Bressack, sorti en 2012. Il met en vedettes dans les rôles principaux Cory Jacob, Sophie Dee et Shawn C. Phillips.

## Synopsis
Le film est une anthologie d’horreur contenant cinq courts métrages à petit budget, chacun réalisé par un réalisateur différent, parmi les meilleurs scénaristes et réalisateurs d’horreur de la scène indépendante : 
- Shawn C. Phillips (Amityville Karen, Scream Bloody Murder) qui est essentiellement The Phillips Family Project, qui met en vedette tous les membres de sa famille ;
- Brian Dorton (Trashology, The Horror Network: Volume 1) ;
- Creep Creepersin (Zombie Dollz, Les Épouses de Sodome) ;
- Liz Gilbert ;
- M. Kelley (Around The Country, Treasure Chest of Horrors) ;
- et James Cullen Brussack (Hate Crime, Survive The Game, Hot Seat)[3].

Entre chaque segment et à l’introduction, de petits sketchs comiques sont faits par l’excentrique Andy the Arsonist, un gars à moitié brûlé dans un théâtre, joué par Cory Jacob (13/13/13, Excess Baggage) qui fait des blagues d’horreur ringardes.

### Lust for Blood, de M. Kelley et Shawn C. Phillips
Essayant de mettre son fils au lit, un père raconte à son fils l’histoire d’un homme qui va à un carnaval. À la foire, il rencontre une gitane diseuse de bonne aventure qui lui donne une potion étrange. Forcé de partir soudainement, il se retrouve transformé en une sorte de monstre sauvage qui crache du vomi vert. Errant dans les rues et tuant tous ceux qu’il rencontre, il aime déchirer les gens à mains nues.

### Bad Dennis, de Liz Gilbert
Un groupe de quatre jeunes adultes voyageant dans la campagne britannique se prépare à passer un week-end amusant. Ils se dirigent vers un mystérieux « arbre hanté » dans le cadre d’un défi apparent. Avec en toile de fond le temps maussade anglais, le groupe se perd un peu et rencontre un magasin de sorcellerie bizarre sur leur chemin. Au fur et à mesure qu’ils avancent, le groupe se rend compte que quelqu’un (ou quelque chose) pourrait être dans les bois avec eux. Une fois qu’ils arrivent enfin, les choses se détériorent. Une fille est attachée à une chaise et torturée, tandis que les trois autres se réveillent dans un trou géant dans le sol conçu pour être une prison.

### Speak Easy, de James Cullen Bressack
Deux amis se rencontrent à la suite d’une fête quelconque. L’un d’entre eux semble être d’humeur plutôt sombre, et l’autre, béatement ignorant. Ils ont une conversation plutôt guindée et sérieuse sur la petite amie du premier ayant une liaison avec quelqu’un, potentiellement le second homme, et son désir d’acquérir une arme à feu. Tout semble être un film dramatique assez typique, quand tout d’un coup le public a un aperçu de ce qui se passe vraiment dans l’esprit de l’homme, et ce n’est pas joli ! 

### Doll Parts, de Brian Dorton
Travis, un petit garçon psychopathe, a un comportement inquiétant, démontant des poupées pour mettre le feu aux restes. Il se débarrasse rapidement de ses tuteurs. Devenu adulte, il est de retour dans sa maison d’enfance et emménage avec sa sœur compréhensive malgré les fortes objections des voisins. Ses tendances psychotiques bouillonnant à la surface, il se perd dans un déchaînement sanglant et une frénésie de meurtre.

### Cannibal Blood Girl, de Creep Creepersin
Se rendant chez des amis, deux jeunes femmes découvrent que leurs petits amis les ont amenées jusqu’à une ruelle isolée pour évoquer une légende urbaine locale sur le viol et le meurtre d’une star du porno qui s’est produit il y a quelque temps. Un des hommes précise que cela s’est passé à cet endroit même, et que le tueur n’a jamais été retrouvé. Les femmes commencent à paniquer, mais les choses sont interrompues lorsque. tous réalisent que l’histoire est vraie. Le corps de la star du porno morte arrive, complètement nue, trempée de sang et en colère. Dans sa recherche de vengeance, cette manifestation surnaturelle attaque rapidement toutes les personnes en vue, en les aspergeant d’une sorte d’acide qui fait fondre la peau de ses victimes, sortant de sa bouche, de ses mamelons, de son vagin et de son anus.

## Distribution
- Cory Jacob : Andy the Arsonist (segment Andy's Theatre of Derange)
- Veronica Ricci : Krystal (segment Cannibal Blood Girl)
- Sophie Dee : Blood Girl (segment Cannibal Blood Girl)
- Shawn C. Phillips : enfant à la fête foraine
- M. Kelley : le danseur dans le bois (segment Lust for Blood)
- James Cullen Bressack : la victime du marteau (segment Andy's Theatre of Derange)
- Brian Dorton : Paul (segment Doll Parts)
- Doug Waugh : Mack (segment Cannibal Blood Girl)
- Brian Redban : Dirk (segment Cannibal Blood Girl)
- Jon Bloch : Jack (segment Speak Easy)
- Douglas Conner : Carl (segment Doll Parts)
- Kevin E. Scott : Paul (segment Cannibal Blood Girl)
- Stephen Phillips : le père (segment Lust for Blood)
- Ethan Phillips : le fils (segment Lust for Blood)
- Kim Phillips : la diseuse de bonne aventure (segment Lust for Blood)
- Ivy Pemberton : Candy (segment Cannibal Blood Girl)
- Dustin Ferguson : Jacob (segment Doll Parts)
- JD Fairman : Alex (segment Speak Easy)[1]

## Production
Le film est sorti le 20 juin 2012 aux États-Unis, son pays d’origine. Il a été suivi par Theatre of the Deranged II (2013).